# Fréland
Fréland (Duits: Urbach bei Kaysersberg) is een gemeente in het Franse departement Haut-Rhin in regio Grand Est en telde op 1 januari 2022 1.297 inwoners.

## Geschiedenis
De plaats maakte deel uit van het arrondissement Ribeauvillé totdat dit op 1 januari 2015 fuseerde met het arrondissement Colmar tot het arrondissement Colmar-Ribeauvillé. Op 22 maart van datzelfde jaar werd het kanton Lapoutroie, waar Fréland onder viel, opgeheven en werden de gemeenten opgenomen in het kanton Sainte-Marie-aux-Mines.

## Geografie
De oppervlakte van Fréland bedroeg op 1 januari 2022 19,74 vierkante kilometer; de bevolkingsdichtheid was toen 65,7 inwoners per km².

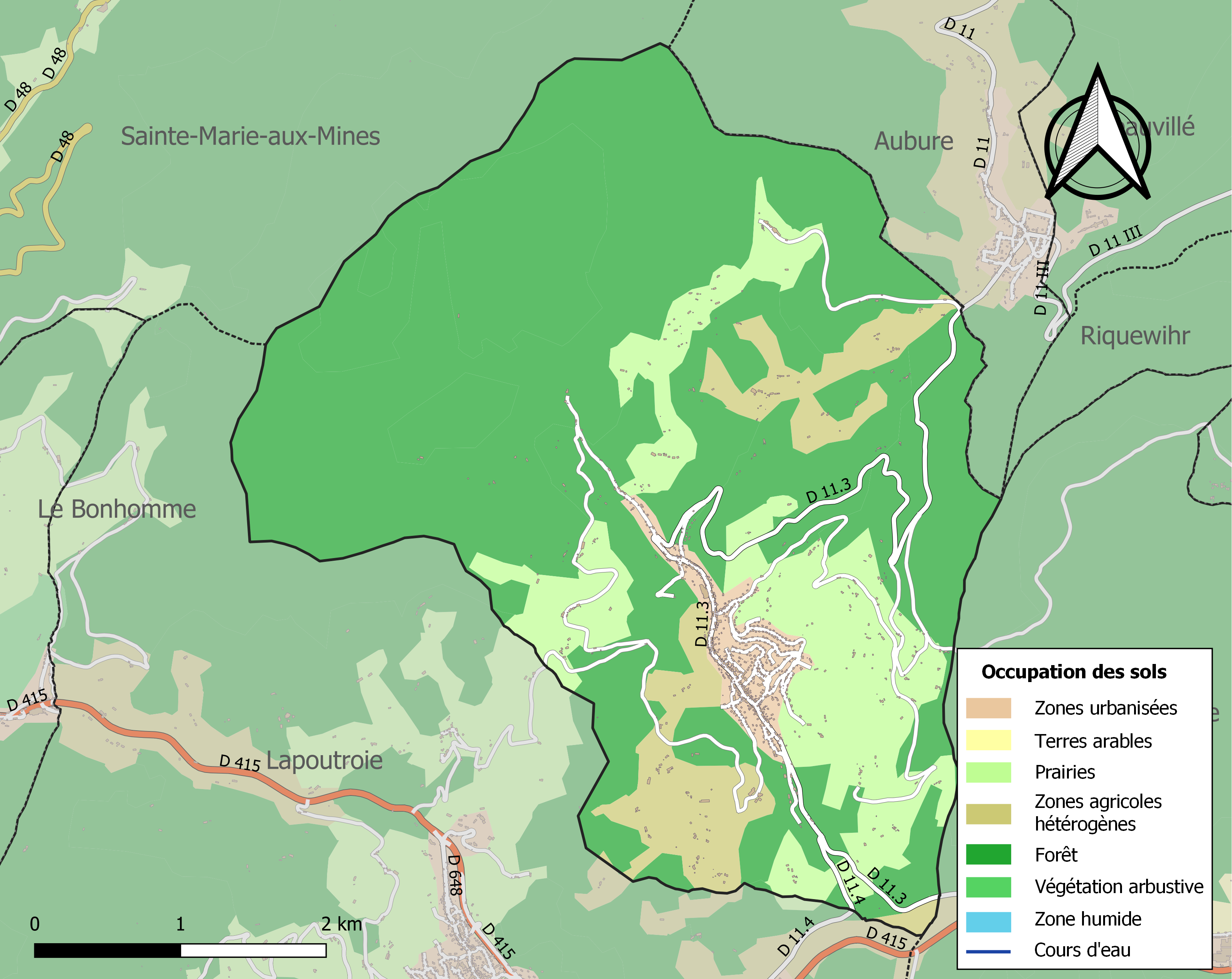
Kaart van de gemeente met de belangrijkste infrastructuur, bodemgebruik en omliggende gemeenten

## Demografie
Onderstaande figuur toont het verloop van het inwonertal (bron: INSEE-tellingen).